# Edwin Cameron

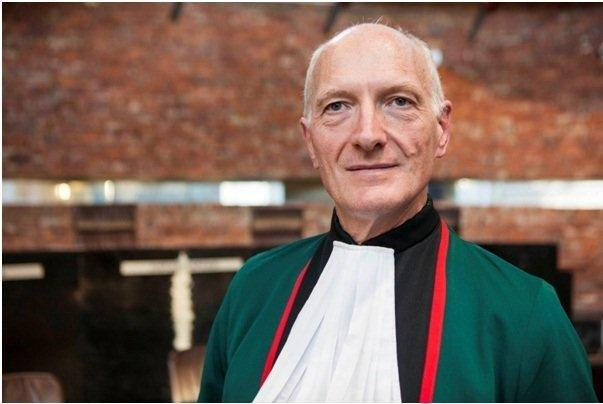
Edwin Cameron als Verfassungsrichter (2014)

Edwin Cameron (* 15. Februar 1953 in Pretoria) ist ein südafrikanischer Jurist, war Richter am Verfassungsgericht der Republik Südafrika und ist langjähriger AIDS-Aktivist. Für die Universität Stellenbosch fungiert er seit 2019 in der Repräsentationsfunktion als Kanzler (Chancellor).

## Ausbildung
Cameron stammt aus einer armen weißen Familie. Durch ein Stipendium bekam er nach Abschluss der Highschool die Chance, an der Universität Stellenbosch Jura und Latein zu studieren. Er schloss sein Studium mit einem Bachelor cum laude in Jura und einem Bachelor with Honours in Latein ab. Er unterrichtete einige Zeit Latein und Altphilologie, bevor er als Rhodes-Stipendiat ans Keble College in Oxford ging. Er erwarb einen Bachelor in Rechtswissenschaften sowie einen Bachelor of Civil Law, für den er als bester Student seines Jahrgangs die Vinerian Scholarship gewann. Zurück in seiner Heimat besuchte er die University of South Africa und schloss dieses Studium mit einem Bachelor of Laws cum laude ab, als bester Absolvent erhielt er das Johannes Voet Medallion.

## Karriere
Er praktizierte ab 1984 als Barrister am Gericht in Johannesburg. 1986 begann er, als Anwalt für Menschenrechte für das Centre for Applied Legal Studies (CALS) der University of the Witwatersrand zu arbeiten. Er verteidigte viele wegen Verrats angeklagte Mitglieder des ANC vor Gericht. Zudem befasste er sich auch mit Arbeitsrecht, Wehrdienstverweigerung, Landbesitz und gewaltsamen Vertreibungen und der Diskriminierung von Homosexuellen. 1989 wurde er zum Professor ernannt.
Nach dem Ende der Apartheid berief ihn Nelson Mandela am 10. Oktober 1994 als kommissarischen Richter an den Obersten Gerichtshof und betraute ihn mit dem Vorsitz einer Kommission gegen illegalen Waffenhandel. Vom 1. Januar 1995 an war er ständiges Mitglied des Gerichts und blieb dies, bevor er 1999 für ein Jahr ans Verfassungsgericht wechselte. Anschließend arbeitete er von 2000 bis 2008 als Richter am Berufungsgericht. 2009 ernannte ihn Präsident Kgalema Motlanthe erneut zum Verfassungsrichter.
Neben seiner Tätigkeit als Anwalt und Richter verfasste er mehrere Bücher über Arbeitsrecht sowie das Werk des britischen Rechtsphilosophen Tony Honoré. Er saß von 1998 bis 2008 im Vorstand der Witwatersrand University, war Mitbegründer und bis 2005 Vorsitzender des Witwatersrand University Law School Endowment Appeal und ist seit 2003 der Generalsekretär des Rhodes Trust in Südafrika. 
Am 25. September  2019 wurde er zum 15. Chancellor der Universität Stellenbosch berufen, die höchste Repräsentationsfunktion einer Universität im Hochschulsystem von Südafrika.

## Aktivismus
Cameron erfuhr 1986, dass er mit dem HI-Virus infiziert war. Obwohl er dies nicht öffentlich machte, setzte er sich gegen die Diskriminierung HIV-Positiver und AIDS-Kranker ein. Er verfasste eine Charta der Rechte, gründete das AIDS Law Project und war Mitbegründer eines AIDS-Konsortiums.
Die Krankheit brach 11 Jahre später aus. Wegen der damaligen Ächtung von AIDS durch die südafrikanische Regierung und Gesellschaft versuchte er, seine Erkrankung zu verheimlichen. Seine Krankenversicherung für Richter bezahlte ihm teure Medikamente für eine antiretrovirale Therapie, die von der Regierung als unwirksam und gefährlich geächtet war. Als seine schwarze Landsfrau Gugu Dlamini sich 1998 öffentlich im Radio zu ihrer Infektion bekannte und anschließend von ihren Nachbarn in ihrem Township gesteinigt und erstochen wurde, setzte bei Cameron ein Umdenken ein. Auf der Internationalen Aids-Konferenz 2000 in Durban outete er sich als erster hochrangiger Offizieller als homosexuell und aidskrank.
Seine Erfahrungen als AIDS-Kranker in Südafrika verarbeitete er in dem Buch Witness to AIDS. Er gewann damit 2006 den Alan Paton Award. Für sein Engagement erhielt er zahlreiche Preise, wie 2000 den Nelson Mandela Award for Health and Human Rights, 2003 den Leadership Award der San Francisco AIDS Foundation und 2007 den Zivilcouragepreis des Berliner Christopher Street Day, überreicht von Bundesjustizministerin Brigitte Zypries. Er ist der Preisträger des Brudner Prize 2009/10 der Yale University. Seit 2003 ist er honorary fellow des Keble College in Oxford. 2016 wurde er zum Mitglied der American Academy of Arts and Sciences gewählt. Er ist außerdem der Schirmherr mehrerer AIDS-Projekte.
Im Jahr 2015 verlieh ihm die Universität Stellenbosch einen Ehrendoktor in Würdigung seines „unermüdlichen beruflichen und persönlichen Einsatzes für die Anerkennung der Würde, Freiheit und Gleichheit eines jeden Menschen – grundlegende Werte, die er in unserem Rechtssystem und darüber hinaus verankert hat“. Edwin Cameron hat dazu beigetragen, dass die Aufnahme der sexuellen Orientierung als verbotenes Diskriminierungsmerkmal in die Bill of Rights der südafrikanischen Verfassung erfolgte. Durch sein Einsatz für Menschen mit HIV/Aids erlangte er in Kreisen des südafrikanischen und internationalen Rechts eine hohe Autorität.

## Werke
- The New Labour Law: Strikes, Dismissals and the Unfair Labour Practice in South African Law. Juta, Johannesburg 1987. (mit M. Brassey, H. Cheadle und M. Olivier)
- The new Labour Relations Act: The law after the 1988 amendments. Juta, Johannesburg 1989.
- Defiant Desire – Gay and Lesbian Lives in South Africa. Routledge, 1994. (gemeinsam mit Mark Gevisser)
- Honoré’s South African Law of Trusts.  Juta Legal and Academic Publishers, 2002. (gemeinsam mit M.J. De Waal, E. Kahn, und P. Solomon)
- Witness to AIDS. Tafelberg Publishers, 2005. (deutsch: Tod in Afrika – Mein Leben gegen Aids. Mit einem Vorwort von Nelson Mandela und Beiträgen von Nathan Geffen. C.H. Beck Verlag, München 2007.)